# Misure di confinamento
Le misure di confinamento, di blocco o di chiusura, indicate anche con l'anglicismo lockdown (termine a volte tradotto anche come "coprifuoco", per analogia), costituiscono un protocollo d'emergenza che impone restrizioni alla libera circolazione delle persone per diverse ragioni, siano esse relative alla salute, o inerenti a questioni di pubblica sicurezza.

## Descrizione
Di solito, tali misure vengono imposte d'autorità in situazioni d'emergenza. Le medesime possono anche essere utilizzate per proteggere le persone all'interno di una struttura o in una determinata area, preventivamente individuata e circoscritta.

### Salute pubblica
A differenza della quarantena, che è un modo per separare e limitare i contatti tra persone che sono state esposte a una malattia e sono a rischio di trasmetterla, col concetto di "misure di confinamento" vengono descritte restrizioni più generali e diffuse alla circolazione, al lavoro e ai viaggi di tutte le persone in una città, regione o Paese.

### Pubblica sicurezza
Vengono attuate per questioni derivate dalla sicurezza delle operazioni di cattura o contenimento delle minacce, come possono essere terroristi, assassini, ecc.

## Eventi notabili

Cronologia della diffusione della peste nera

Durante la pandemia di peste nera del XIV secolo, alcune aree dell'Europa furono parzialmente risparmiate attraverso misure di restrizione degli spostamenti: ad esempio, a Milano, l'autoritario governo dei Visconti impose un forte controllo di merci e persone che portò a limitare le perdite a circa il 15% della popolazione, come avvenne analogamente in Polonia grazie alle misure intraprese da Casimiro III che bloccò i confini della nazione.
Il 19 aprile 2013 l'intera città di Boston è stata sottoposta a misure di confinamento e tutti i trasporti pubblici sono stati fermati, a causa della caccia all'uomo dei terroristi Džochar e Tamerlan Carnaev, sospettati dell'attentato alla maratona di Boston.
A Bruxelles, nel 2015, la città è stata sottoposta a misure di confinamento per giorni mentre i servizi di sicurezza hanno cercato i sospetti coinvolti negli attacchi terroristici di Parigi del novembre di quell'anno.
Durante la pandemia di COVID-19, numerosi governi nazionali hanno impiegato misure di confinamento per tentare di arginare la diffusione della malattia, bloccando sia lo spostamento dei propri cittadini dentro i confini nazionali sia i flussi da e per i Paesi stranieri; tra questi Stati il primo ad adottare tale misura è stata la Cina (nella provincia dell'Hubei e a Wuhan, città da cui il contagio ha avuto inizio per poi diffondersi nel mondo), seguita poi dalla Corea del Sud e Italia, poi Francia, India, Spagna, alcuni Stati degli Stati Uniti d'America, Malaysia e Regno Unito.

## Nella cultura di massa
La band britannica Rolling Stones, il 23 aprile 2020, ha pubblicato online il singolo Living in a ghost town, il suo primo brano inedito dal 2012. Esso era stato scritto e composto nell'anno precedente, ma pubblicato in occasione delle misure di contenimento applicate durante la pandemia di COVID-19. Il testo della canzone recita: "Life was so beautiful, then we all got locked down, feeling like a ghost, living in a ghost town" (La vita era così bella, poi siamo stati tutti reclusi, mi sento come un fantasma, che vive in una città fantasma).